# Šesto čulo (1999.)
Šesto čulo (eng. The Sixth Sense) je američka drama iz 1999. godine koju je napisao i režirao M. Night Shyamalan. Radnja filma vrti se oko Colea Seara (Haley Joel Osment), izmučenog i izoliranog dječaka koji ima sposobnost viđenja i komuniciranja s mrtvim ljudima, te oko psihologa za djecu (Bruce Willis) koji mu pokušava pomoći. Film je etablirao Shyamalana kao scenarista i redatelja te upoznao publiku s njegovim trademarkom neočekivanih obrata pred kraj filmova. Sam film nominiran je za šest prestižnih filmskih nagrada Oscar, uključujući i onu za najbolji film godine.

## Produkcija
Prema knjizi DisneyWar, zaposlenik Disneyja David Vogel pročitao je Shyamalanov scenarij i odmah ga zavolio. Bez prethodnog odobrenja svog šefa, Vogel je otkupio prava na scenarij za 2 milijuna dolara uz odredbu da ga sam Shyamalan može režirati. Disney je kasnije dao otkaz Vogelu na mjestu Predsjednika Walt Disney Pictures i on je napustio kompaniju. Navodno je Disney imao vrlo malo vjere u uspjeh filma pa je produkcijska prava prodao Spyglass Entertainmentu, a samo je 12,5% distribucijskih pristojbi zadržao za sebe. 
U audio komentarima na filmu Superbad, Michael Cera je rekao da je na svoju prvu filmsku audiciju išao za ulogu Colea Seara u filmu Šesto čulo. 
Donnie Wahlberg smršavio je 19,5 kilograma kako bi postigao što uvjerljiviju performansu svog lika u filmu. 
Crvena boja namjerno je izostavljena iz filma i upotrijebljena je u samo nekoliko kadrova i to u onima "gdje se označuje prava eksplozija emocija" i "za sve ono u stvarnom svijetu što je označeno drugim svijetom". Primjeri za to uključuju crvena vrata crkve u koja Cole ide pronaći utočište; boje balona, saga i Coleovog pulovera na rođendanskoj zabavi; šator u kojem po prvi put vidi Kyru; oznake za pojačavanje zvuka na Croweovom kasetofonu; ručka od vrata na zaključenom podrumu gdje je Malcolmov izolirani ured; majica koju nosi Anna u restoranu; haljina Kyrine majke na bdijenju; i šal omotan oko Anninog vrata dok spava u trenutku kad Malcolm shvati da je zapravo duh. 
Kompletna odjeća koju Malcolm nosi tijekom filma se sastoji od svega onoga što je nosio ili dodirnuo u večeri svoje smrti, a što uključuje zimski gornji kaput, plavi pulover i različite boje istog odijela. Iako su filmaši bili izrazito oprezni u prikazivanju Malcolma tijekom filma, u sceni kad Cole kaže "Vidim mrtve ljude" kamera polako zumira Croweovo lice. U posebnim dodacima istaknuto je da su se u početku filmaši bojali da će taj trenutak otkriti kasniji kraj filma, ali su svejedno odlučili ostaviti kadar.

## Kritike i zarada
Film je dobio uglavnom pozitivne kritike, a na popularnoj web stranici Rotten Tomatoes film ima 85% dobrih kritika dok na Metacriticu ima 64.
Produkcijskih budžet filma iznosio je približno 40 milijuna dolara (plus još dodatnih 25 milijuna za izradu kopija i oglašavanje). U prvom vikendu svog prikazivanja film je zaradio 26,6 milijuna dolara i proveo sveukupno 5 tjedana za redom na prvom mjestu američkog Box-Officea. Sveukupna zarada u SAD-u iznosi 293,506,292 milijuna dolara, a u svijetu 672,806,292 milijuna dolara čime je film u travnju 2010. zasjeo na 35. mjesto najgledanijih filmova u SAD-u svih vremena. U Velikoj Britaniji film se otvorio s ograničenim brojem kopija na 9 ekrana te došao na 8. mjesto u prvom vikendu, ali se ubrzo popeo na prvo mjesto nakon što je film zaigrao u 430 kina.
Udruženje američkih scenarista SF-a i fantazije dalo je nagradu Nebula Šestom čulu za najbolji scenarij 1999. godine. Film se nalazio na 71. mjestu 100 najstrašnijih filmskih scena i to za onu kada Cole ugleda ženskog duha u svom šatoru. 2007. godine film je stavljen na 89. mjesto najboljih filmova svih vremena prema Američkom filmskom institutu. 
Dijalog iz filma "Vidim mrtve ljude" postao je vrlo popularan nakon što je film došao u kina, a sama rečenica završila je na 44. mjestu 100 najboljih filmskih dijaloga u 100 godina. Sam film se također nalazi i na 60. mjestu 100 najuzbudljivijih filmova u 100 godina Američkog filmskog instituta.

## Nagrade
Film Šesto čulo primio je brojne nominacije i nagrade, a kategorije su varirale od onih za najbolji film preko onih za scenarij, montažu i režiju pa sve do onih za glumačke performanse. Najviše cijenjena bila je uloga malog Haleyja Joela Osmenta koji je za svoju rolu primio nominacije u kategoriji najboljeg sporednog glumca na Oscarima i Zlatnim globusima. Sveukupno film Šesto čulo bio je nominiran za nagradu Oscar u šest kategorija: najbolji film, najbolja režija, najbolji originalni scenarij, najbolji sporedni glumac, najbolja sporedna glumica (Toni Collette) i najbolja montaža. Film je također nominiran za Zlatni globus i to u dvije kategorije: najbolji sporedni glumac i najbolji scenarij, ali od svih navedenih nije osvojio niti jednu nagradu.
Film je primio tri nominacije za People's Choice Awards i osvojio sve tri, uključujući i onu za najboljeg glavnog glumca (Bruce Willis). Satellite Awards nominirali su film u četiri kategorije, a film je osvojio nagradu za najbolji scenarij i montažu. James Newton Howard primio je priznanje Američkog udruženja kompozitora, autora i izdavača za svoju glazbu u filmu.